# Петров, Даниил Ефимович
Даниил Ефимович Петров (10 декабря 1893 года, деревня Манькино, ныне Гагаринский район, Смоленская область — 18 июля 1949 года, Краснодар) — советский военный деятель. Генерал-майор (4 июня 1940 года).

## Биография
Родился 10 декабря 1893 года в деревне Манькино ныне Гагаринского района Смоленской области.

### Первая мировая и гражданская войны
В октябре 1914 года был призван в ряды Русской императорской армии, после чего принимал участие в боевых действиях на Западном фронте.
В апреле 1918 года в чине старшего унтер-офицер был демобилизован из рядов армии. В том же году вступил в ряды Рабоче-крестьянской Красной армии, после чего в составе 23-го стрелкового полка принимал участие в боевых действиях на Западном фронте против войск под командованием С. В. Петлюры, а также войск под командованием Н. Н. Юденича. Вскоре принимал участие в ходе советско-польской войны. Служил на должность командира взвода, помощника командира и командира роты, командира батальона, помощника командира полка.
В октябре 1920 года приказом Революционного военного совета № 336 был награждён орденом Красного Знамени.

### Межвоенное время
После окончания войны продолжил служить на должности помощника командира 23-го стрелкового полка, дислоцированного в Воронеже.
После окончания отделения командиров полков при курсах усовершенствования комсостава «Выстрел» был направлен в 57-й стрелковый полк, дислоцированный в городе Острогожск, где исполнял должность командира батальона, заведующего хозяйством полка и помощника по хозяйственной части командира полка.
В 1928 году был назначен на должность командира 1-го отдельного штрафного батальона.
В 1929 году был повторно направлен на учёбу на учёбу на курсы усовершенствования комсостава «Выстрел», после окончания которых в 1930 году был назначен на должность командира 242-го стрелкового полка (81-я стрелковая дивизия), в 1936 году — на должность помощника начальника 1-го отдела Управления боевой подготовки РККА, в 1937 году — на должность командира 287-го стрелкового полка, в 1937 году — на должность командира 1-й мотострелковой бригады, а затем — на должность помощника командира 25-го танкового корпуса (Киевский военный округ), в январе 1939 года — на должность командира 204-й воздушно-десантной бригады, а в июне того же года — на должность командира 36-й мотострелковой дивизии. Принимал участие в боевых действиях на реке Халхин-Гол, за что был награждён орденом Красного Знамени.
В январе 1941 года был назначен на должность командира 12-го стрелкового корпуса в составе Забайкальского военного округа.

### Великая Отечественная война
С началом войны генерал-майор находился на прежней должности. Корпус в составе 16-й армии прикрывал государственную границу СССР в Забайкалье. В конце июля 1941 года 12-й стрелковый корпус был расформирован, после чего соединения, входившие в состав корпуса, пошли на укомплектование 36-й армии (Забайкальский фронт), а Петров был назначен на должность заместителя командующего 17-й армией, в сентябре того же года — на должность начальника тыла этой же армии, а 28 мая 1942 года — на должность командира 2-го отдельного стрелкового корпуса (36-я армия, Забайкальский фронт).
20 июля 1945 года генерал-майор Даниил Ефимович Петров был назначен исполняющим должность заместителя командира 2-го стрелкового корпуса, после чего принимал участие в ходе Хингано-Мукденской наступательной операции. Корпус успешно действовал при овладении Чжалайно-Маньчжурским укреплённым районом, форсировании реки Аргунь, преодолении Большого Хингана, а также в освобождении городов Ялу, Чжаланьтунь и Цицикар.

### Послевоенная карьера
После окончания войны Петров продолжил исполнять должность заместителя командира этого корпуса.
Генерал-майор Даниил Ефимович Петров в апреле 1947 года вышел в запас. Умер 18 июля 1949 года в Краснодаре.

## Награды
- Орден Ленина (21.02.1945)[1]
- Орден Красного Знамени (__.__.1920)[1]
- Орден Красного Знамени (17.11.1939)[1]
- Орден Красного Знамени (03.11.1944)[1]
- Орден Отечественной войны 1-й степени (14.10.1945)[1]
- Медаль За победу над Германией в Великой Отечественной войне 1941—1945 гг.[1]
- Медаль За победу над Японией
- Медаль «За Победу над Японией» (МНР)
- Знак «Участнику боёв у Халхин-Гола»

## Воинские звания
- Полковник; (29 января 1936 года);
- Комбриг (17 февраля 1938 года);
- Генерал-майор (4 июня 1940 года).